# Папский Урбанианский университет
Папский Урбанианский университет (лат. Pontificia Universitas Urbaniana) — основанный Папой Урбаном VIII университет в Риме, где осуществляется подготовка священников для миссионерской деятельности.

## История
Буллой Immortalis dei Filius от 1 августа 1627 года Урбан VIII основал Урбанианскую коллегию по распространению веры (Collegium Urbanianum de propagande fide), подчинив её Священной Конгрегации Пропаганды Веры, и даровал этой коллегии привилегии присваивать докторские степени по философии и богословию. В 1772 году эти привилегии были подтверждены Климентом XIV, который распорядился, чтобы присвоение докторских степеней утверждалось Секретарём Священной Конгрегации пропаганды веры.
В 1919 году в Урбанианской коллегии был создан факультет миссиологии, и по постановлению Священной Конгрегации Семинарий и Университетов 1 сентября 1933 года был учрежден Научный миссионерский институт. В 1943 году в научном миссионерском институте был создан факультет канонического права.
1 октября 1962 года Папа Иоанн XXIII издал буллу Fidei Propagande, в которой переименовал Урбанианскую коллегию в Папский Урбанианский университет.

## Местоположение
Первоначально Урбанианская коллегия располагалась в здании Палаццо Ферратини на площади Испании, которое было перестроено Джованни Лоренцо Бернини и Франческо Борромини. После конфискации папской собственности итальянским правительством Папа Лев XIII перевел коллегию в Палаццо Миньянелли на одноименной площади. в 1928 году коллегия переместилась в новое здание на холме Яникул.

## Современное состояние
Библиотека Урбанианского университета располагает более 50 тысячами книг. Великим канцлером Папского Урбанианского университета является префект Конгрегации евангелизации народов (ныне — архиепископ Фернандо Филони). В 2004—2005 годах Урбанианский университет насчитывал около 1400 студентов и более 200 преподавателей, из которых около трети — не итальянцы. Им руководит ректор (rector magnificus) и академический совет, включающий 70 профессоров. Урбанианский университет выпускает ежегодное периодическое издание — Euntes Docete.

## Великие Канцлеры Папского Урбанианского университета с1960 года
- кардинал Григорий-Пётр XV Агаджанян — (1958—1970);
- кардинал Агнелу Росси — (1970—1984);
- архиепископ Дермот Райан — (1984—1985);
- кардинал Йозеф Томко — (1985—2001);
- кардинал Крешенцио Сепе — (2001—2006);
- кардинал Иван Диас — (2006—2011);
- кардинал Фернандо Филони — (2011—2019);
- кардинал Луис Антонио Гоким Тагле — (2019 — по настоящее время).